# Isles-les-Meldeuses
Isles-les-Meldeuses és un municipi francès, situat al departament de Sena i Marne i a la regió de Illa de França. L'any 2007 tenia 739 habitants.
Forma part del cantó de La Ferté-sous-Jouarre, del districte de Meaux i de la Comunitat de comunes del Pays de l'Ourcq.

## Demografia

### Població
El 2007 la població de fet d'Isles-les-Meldeuses era de 739 persones. Hi havia 252 famílies, de les quals 52 eren unipersonals (24 homes vivint sols i 28 dones vivint soles), 72 parelles sense fills, 124 parelles amb fills i 4 famílies monoparentals amb fills.
La població ha evolucionat segons el següent gràfic:
Habitants censats

### Habitatges
El 2007 hi havia 288 habitatges, 260 eren l'habitatge principal de la família, 22 eren segones residències i 6 estaven desocupats. 240 eren cases i 41 eren apartaments. Dels 260 habitatges principals, 191 estaven ocupats pels seus propietaris, 63 estaven llogats i ocupats pels llogaters i 6 estaven cedits a títol gratuït; 5 tenien una cambra, 27 en tenien dues, 38 en tenien tres, 72 en tenien quatre i 118 en tenien cinc o més. 211 habitatges disposaven pel capbaix d'una plaça de pàrquing. A 112 habitatges hi havia un automòbil i a 126 n'hi havia dos o més.

### Piràmide de població
La piràmide de població per edats i sexe el 2009 era:
| Homes | Edats   | Dones |
| ----- | ------- | ----- |
| 0     | 95 o +  | 4     |
| 0     | 90 a 94 | 0     |
| 0     | 85 a 89 | 8     |
| 4     | 80 a 84 | 8     |
| 4     | 75 a 79 | 16    |
| 8     | 70 a 74 | 8     |
| 4     | 65 a 69 | 12    |
| 12    | 60 a 64 | 4     |
| 8     | 55 a 59 | 16    |
| 20    | 50 a 54 | 12    |
| 40    | 45 a 49 | 32    |
| 16    | 40 a 44 | 24    |
| 20    | 35 a 39 | 16    |
| 16    | 30 a 34 | 16    |
| 12    | 25 a 29 | 24    |
| 20    | 20 a 24 | 4     |
| 12    | 15 a 19 | 24    |
| 28    | 10 a 14 | 20    |
| 40    | 5 a 9   | 0     |
| 12    | 0 a 4   | 4     |

## Economia
El 2007 la població en edat de treballar era de 483 persones, 386 eren actives i 97 eren inactives. De les 386 persones actives 360 estaven ocupades (205 homes i 155 dones) i 26 estaven aturades (12 homes i 14 dones). De les 97 persones inactives 20 estaven jubilades, 44 estaven estudiant i 33 estaven classificades com a «altres inactius».

### Ingressos
El 2009 a Isles-les-Meldeuses hi havia 261 unitats fiscals que integraven 755 persones, la mediana anual d'ingressos fiscals per persona era de 20.137 €.

### Activitats econòmiques
Dels 24 establiments que hi havia el 2007, 2 eren d'empreses extractives, 1 d'una empresa de fabricació d'altres productes industrials, 6 d'empreses de construcció, 3 d'empreses de comerç i reparació d'automòbils, 3 d'empreses de transport, 1 d'una empresa d'hostatgeria i restauració, 3 d'empreses financeres, 1 d'una empresa immobiliària i 4 d'empreses de serveis.
Dels 9 establiments de servei als particulars que hi havia el 2009, 1 era una oficina de correu, 1 taller de reparació d'automòbils i de material agrícola, 1 paleta, 2 guixaires pintors, 1 lampisteria, 2 electricistes i 1 restaurant.
L'únic establiment comercial que hi havia el 2009 era una botiga de menys de 120 m².

## Equipaments sanitaris i escolars
El 2009 hi havia una escola elemental.

## Poblacions més properes
El següent diagrama mostra les poblacions més properes.